# Чан, Полин
Полин Чан (Чэнь Баолянь) (англ. Pauline Chan Po-Lin; 23 мая 1973, Шанхай — 31 июля 2002, Шанхай) — гонконгская актриса и певица. Приобрела известность благодаря ролям в эротических фильмах, хотя снималась в них не более двух лет. Параллельно съёмкам в эротических картинах Полин выпустила несколько музыкальных альбомов, но её карьера певицы не была успешной, и в конце 1990-х бывшая знаменитость поддерживала свою известность лишь скандальными выходками. В 2002 году, спустя меньше месяца после рождения сына, Полин Чан покончила жизнь самоубийством.

## Биография

### Рассвет карьеры
Полин Чан родилась в 1973 году в Шанхае. Её первым обращением к миру шоу-бизнеса стало участие в конкурсе красоты Miss Asia Pageant, который спонсировал TCV, второй по величине канал Гонконга. На то время ей исполнилось лишь 17 лет. Сразу же после этого она стала активно сниматься в эротических фильмах «категории III» кинематографа Гонконга, в которых в основном играла привлекательных женщин с неудавшейся судьбой («The Girls from China», «Erotic Ghost Story 3», «Escape from Brothel», «Escape from Brothel»). Хотя ей и предлагали роли в неэротических картинах, это были преимущественно эпизодические роли, которые терялись на фоне её куда более известных работ.
Параллельно с работой в кино Полин активно продвигалась в направлении осуществления своей ещё детской мечты — сделать карьеру певицы. Она брала уроки у известного вокального учителя Элизы Чэнь Цзилин (陳潔靈) и к маю 1992 года подписала контракт на запись альбома с компанией в Китае. В это время её график работы стал совершенно изнурительным. Между съемками она давала концерты в Китае и местах, таких удаленных, как даже Америка. В августе 1992 года она даже приняла участие в большом стилевом фестивале в Тайване, где выступала на сцене с большим количеством известных певцов и танцоров.
Деньги, которые она получала при таком графике, были действительно немалые. В её интервью с «Affairs Weekly Magazine» Полин утверждала, что один концерт в Атлантик-Сити принёс ей столько денег, сколько бы она заработала за шесть таких же концертов на родине.
После серии концертов в США Полин Чан уехала на Филиппины, чтобы продюсировать и сыграть главную роль в мелодраме под названием «Sudden Love». Этот фильм, где Полин играет журналистку, чей отпуск в тропиках заканчивается жгучим романом, был её первой попыткой отдалиться от обычных её героинь, эксплуатирующих секс, которые навешивали на неё продюсеры. Но по возвращении в Гонконг в интервью журналу «Fresh Weekly» Полин сказала, что вся эта затея была лишь одной большой ошибкой и поклялась, что никогда больше не будет продюсировать фильмы.
В апреле 1993 года после череды законченных фильмов она официально объявила о своём уходе из кинематографа III категории.

### Закат
Уход Полин Чан со сцены совпал с появлением двух новых лиц, Ивонн Вэн Хун (Юнг Хунг) и Лолетты Ли. Как и Полин, Ивонн Вэн была в прошлом участницей конкурса красоты, в то время, как Лолетта была уже сформировавшейся актрисой (с больше, чем 25 драматическими фильмами за спиной), которая неожиданно решила снять с себя одежду перед камерой и погрузиться в мир III категории. Полин утверждала, что её отвергли многие продюсеры как раз из-за Ивонн Вэн и Лолетты Ли, после чего они решила покинуть Гонконг, чтобы вернуться в родной Шанхай к матери и сосредоточиться на карьере певицы.
Немного освоившись, она узнала, что все её стрессы были связаны с низким кровяным давлением и замедленным сердцебиением. К счастью, это не было серьёзной проблемой. В июне 1993 она отправилась на Гавайи, где оставалась до конца июля. Именно в это время она решила вернуться в школу, чтобы изучать или бизнес или языки. Для Полин это был возможный способ обеспечить своё будущее. Она не хотела пойти по пути, проторённом многими актрисами III категории (как Эми Е Цзымэй (Йип Цзимэй), например), — найти себе какого-нибудь богатого азиата, который будет опекать её. Она всегда была агрессивной активисткой, которая предпочитает рассчитывать только на себя и жить по собственным правилам.
К лету 1994 Чан уже отказалась от идеи обучения на Гавайях. По возвращении в Гонконг в августе 1993 года она была встречена толпой журналистов и репортеров, пытавшихся взять у неё интервью в связи с выходом её нескольких фильмов III категории («Sex for Sale», «Spider Force»), все из которых поставили её имя на главное место в титрах.
В истории, которая появилась в Oriental Sunday 26 сентября 1993 года один из репортёров обвинял её в лицемерии, утверждая, что «сначала она говорит, что ушла из этого бизнеса, а теперь у неё выходят новые фильмы». Полин же немедленно публично отреклась от всех этих картин, заявив, что продюсеры смонтировали их из не попавших в её предыдущие картины сцен. Этот процесс разозлил Полин Чан, но в общем-то, тут не было ничего нового. В интервью «Fresh Weekly» Полин сказала: «Когда они это делают, то пытаются выставить меня в дурном свете из-за того, что я объявляю о своём уходе, а потом выходят новые фильмы со мной в главной роли. У некоторых из этих продюсеров просто нет совести». Отказавшись от съёмок в эротике, Полин сосредоточилась на своей карьере певицы, как некогда поступили другие актрисы эротического жанра — Вероника Е Юйцин (Йип Юкхинг) и Эми Е.
Впрочем, она не снискала такого успеха, который сопутствовал её предшественницам. Даже с поддержкой суперзвезды Энди Лау, который назвал её «одной из лучших новых певиц с потенциалом, который ещё увидят звукозаписывающие компании».

### Падение
В 1997 году Полин Чан завязала отношения с тайваньским плэйбоем Хуан Жэньчжуном (кит. 黃任中), которому на тот момент исполнилось 57 лет и был старше самой Полин на 33 года. Полин переехала в Тайбэй и жила вместе с Хуаном вплоть до 1999 года, когда они расстались. После гибели своей подруги Хуан признавался, что с 1998 года прибегала к наркотикам и магии, чтобы вернуть возлюбленного и успокоить себя в то время, как их отношения начали охладевать.
В период с 1998 по 2001 год Полин Чан была вовлечена в цепочку негативных происшествий. Она предприняла попытку совершить самоубийство во время интервью, раздевалась на публике, беспричинно нападала на людей, а также пыталась пересечь границу без соответствующих документов. Такое антисоциальное поведение окончательно поставило точку на её карьере.
В марте 2002 года состоялось последнее появление Полин Чан на экране — в одной из тайваньских драм. В июле того же года она родила внебрачного сына.
31 июля 2002 года около 4 часов пополудни Полин Чан покончила с собой, выпрыгнув с 24-го этажа. В своей предсмертной записке, она указал причиной своего решения послеродовую депрессию, выразила глубочайшие извинения перед Хуан Жэньчжуном и просила разыскать отца её сына, который являлся диджеем в Тайбэе.
Сам Хуан Жэньчжун скончался спустя два года от осложнений, вызванных сахарным диабетом.
В 2006 году на экраны вышел биографический фильм «Pauline’s Life», в которой роль Полин Чан исполнила Кристал Сунь Яли (кит. 孫亞莉), также актриса эротического жанра, которая спустя три года после выхода фильма повесилась в ванной гостиничного номера.

## Фильмография
Алым цветом выделены эротические фильмы, в которых актриса появилась обнажённой.

| - Millennium Mambo (2001) - Paramount Motel (2000) - Hunting Evil Spirit (1999) - Flowers of Shanghai (1998) - 02:00 A.M. (1997) - Passionate Nights (1997) - Boys? (1996) - Hong Kong Showgirls (1996) - Once Upon a Time in Triad Society (1996) - A Sudden Love (1995) - Dream Lovers (1994) - Из Китая с любовью (1994) - All Over the World (1993) - Angel the Kickboxer (1993) - Flying Dagger (1993) - Love is Over (1993) | - A Man of Nasty Spirit (1993) - Run For Life — Ladies From China (1993) - Sex for Sale (1993) - Slave of the Sword (1993) - Whores from the North (1993) - A Wild Party (1993) - Behind the Pink Door (1992) - Devil of Rape (1992) - Erotic Ghost Story 3 (1992) - Escape from Brothel (1992) - The Girls from China (1992) - Girls Without Tomorrow (1992) - It’s Now or Never (1992) - Spider Force (1992) - Queen of the Underworld (1991) |